# Pierre-Henry Basset
Pierre-Henry Basset (* 29. März 2004 in Bréhand) ist ein französischer Radrennfahrer, der vorwiegend im Straßenradsport aktiv ist.

## Sportlicher Werdegang
Nach dem Wechsel in die U23 fuhr Basset 2023 zunächst eine Saison auf Vereinsebene, bevor er zur Saison 2024 Mitglied im französischen UCI Continental Team CIC U Nantes Atlantique wurde. Beim Grand Prix de Plouay 2024 erzielte er den ersten Sieg seiner Karriere in der Elite. Als Siebter der Tour de Bretagne Cycliste und Fünfter der Tour Alsace stellte er auch seine Fähigkeiten als Rundfahrer unter Beweis.
Zur Saison 2025 wechselte Basset zum XDS Astana Development Team. Mit seinem neuen Team gewann er die letzte Etappe der Rhodos-Rundfahrt 2025 und sicherte sich mit der Zeitbonifikation auch noch die Gesamtwertung der Rundfahrt.

## Erfolge
2022
- eine Etappe La Ronde Des Vallées

2024
- Grand Prix de Plouay

2025
- Gesamtwertung, eine Etappe und Nachwuchswertung Rhodos-Rundfahrt